# IOS 5
iOS 5是美國蘋果公司旗下行動作業系統iOS的第五個主要版本，取代前代作業系統iOS 4。iOS 5於2011年6月的WWDC大會中首次公布，並於同年10月12日正式推出。繼任者為2012年9月19日推出的iOS 6。
iOS 5首次引入通知中心，整合應用程式通知。MobileMe的繼任者，雲端硬碟服務iCloud也在iOS 5中首次登場，為蘋果裝置提供免費儲存空間，並同步資料至同一帳號所有裝置。iOS 5也是首個不必依靠iTunes電腦端，能以無線方式安裝更新的iOS版本。iOS 5為iPad引進了多工處理手勢，可以通過手指及手勢的變化，使用原本需要繁複操作的功能。另外，iOS 5也在鎖定螢幕增加了相機捷徑。此外，日本地區販售的iPhone內建之iOS 5版本則新增了緊急地震速報推播通知功能。
iOS 5更新造成部分iPhone 4S效能下降及通話問題，雖然蘋果在隨後的更新修補漏洞，但仍使部分用戶不滿。

## 歷史

### 公開與發佈
iOS 5於2011年6月6日的WWDC大會中首次公開，測試版本隨後即向開發者釋出。
2011年10月12日，iOS 5正式推出。

### 主要更新

#### 5.0.1
iOS 5.0.1於2011年11月10日發布。此更新為第一代iPad加入多工處理手勢，並企圖修正電池電力的問題，不過成效不彰。

#### 5.1
iOS 5.1於2012年3月8日發布。此更新為第三代iPad加入聽寫功能，為iPhone相機加入臉部辨識功能、iPad相機介面重新設計，在鎖定螢幕加入相機捷徑，並再度企圖修正電池電力的問題。

#### 5.1.1
iOS 5.1.1於2012年5月7日發布。此更新改善了HDR穩定性、Safari書籤同步問題、第三代iPad上無法切換2G與3G網路的問題，並修正一些安全漏洞。此更新是iOS 5的最終版本。

## 系統新增功能

### iCloud
在iOS 5中，首次引入雲端服務iCloud取代MobileMe，並免費提供5GB雲端儲存空間。用戶可以透過iCloud服務同步行事曆、照片、文件、應用程式資料、電子書、聯絡資訊及提醒事項等至所有已登入iCloud的裝置。用戶還可以備份裝置資料至iCloud，並在重置或更換新裝置後還原資料。同時，iCloud還提供了尋找我的iPhone服務（依裝置不同又被稱為尋找我的iPad、尋找我的iPod及尋找我的Mac），用戶可以透過登入iCloud的裝置及iCloud網站尋找遺失的裝置，必要時甚至可以清除其資料。

### 通知中心
在iOS 5之前的iOS版本中，通知會以對話框形式出現，強制暫停使用者活動，造成用戶困擾。在iOS 5中，應用程式及系統通知會短暫顯示在螢幕上方，然後整合至通知中心。用戶隨後可以從上部螢幕邊緣向下拉存取通知中心面板。用戶也可以藉由設定關閉通知中心。

### 無線升級
在iOS 5推出之前，要更新系統或啟用新裝置，都只能透過iTunes電腦端處理；iOS 5引入了無線升級機能，可以透過網路直接下載更新檔至裝置中並更新，及啟用新裝置。

### 社群媒體整合
在iOS 5中，整合了社群媒體推特的相關功能。用戶可以直接透過系統選單登入推特帳號；相片應用程式、Safari及內建YouTube及Google Maps應用程式中也出現了推文的選項。

### 多工處理手勢
在iOS 5中，為iPad引進了多工處理手勢，用戶可以通過手指及手勢的變化，使用原本需要繁複操作的功能，包括切換應用程式、顯示多工介面及跳回主畫面等。原本多工處理手勢僅限iPad 2可以使用，後來延伸支援至第一代iPad。

### 鍵盤
在iOS 5中，為iPad引入了浮動鍵盤及分離鍵盤的功能：浮動鍵盤可以使鍵盤向上移動些許、分離鍵盤可以將鍵盤分成兩半，方便輸入文字。

## 應用程式新增功能

### 相機
在iOS 5中，在鎖定螢幕增加了相機捷徑。用戶可以於鎖定螢幕出現時點按兩下主畫面按鍵，並點選出現的相機捷徑以開啟相機應用程式。iOS 5.1更新則去除了點按主畫面按鍵的步驟，改為自螢幕下緣向上拉。在iOS 5中，用戶可以使用向上音量控制鍵拍攝相片；相機應用程式也經過重新設計，新增剪裁、增強亮度及旋轉相片等編輯功能，並可以把照片新增至自定義相簿中。

### 訊息
在iOS 5中，首次引入即時聊天服務iMessage，免費提供所有搭載iOS 5以上版本的裝置使用。用戶可以透過iMessage向其他iOS 5裝置用戶傳送文字、照片、影像、定位及聯絡資訊等，還可以確認對方已讀與否。值得一提的是，與普通簡訊不同，iMessage並非透過SMS服務，而是網際網路傳送訊息。

### 提醒事項
在iOS 5中，首次引入提醒事項服務。用戶可以自由建立提醒事項；應用程式還可以自動偵測識別位置和時間，當進入指定的位置時作出提醒。

### Safari
在iOS 5中，為Safari增加了閱讀列表功能。用戶將網頁加入到閱讀列表後，系統會把已閱讀的網址分類，並會透過iCloud同步至其他iOS裝置。此外，還新增了閱讀器功能，開啟後系統會自動消除不必要的廣告；不過此功能僅限在iPad中使用，而且並不是所有網頁都適用此功能。除此之外，還增加了私密瀏覽及分頁瀏覽等功能。

### 郵件
在iOS 5中，郵件提供了對格式化文本的支援。

### 音樂及影片
在iOS 5中，將原本的iPod應用程式拆分為音樂及影片兩個應用程式。

## 問題

### 系統升級問題
iOS 5在正式推出時，遭遇到了許多與系統升級相關的問題，包括更新伺服器超載當機及更新時發生錯誤等。

### iPhone 4S效能問題
iOS 5更新造成部分iPhone 4S效能下降及通話問題，雖然蘋果在隨後的iOS 5.0.1更新修補漏洞，但仍使部分用戶不滿。

### Wi-Fi連線問題
iOS 5更新造成部分裝置出現Wi-Fi連線問題。隨然蘋果推出更新試圖補救，但成效不彰。Engadget編輯表示：「iOS 5.0.1更新並未解決問題。」

### 通話問題
iOS 5更新造成部分裝置SIM卡無法使用，還造成部分iPhone 4S通話時莫名出現回音。蘋果隨後於iOS 5.0.1更新修補漏洞。

## 支援裝置
由於硬體限制，iPhone 3G及第二代iPod touch無法升級至iOS 5。
| - iPhone 3GS - iPhone 4 - iPhone 4S | - iPod touch (第三代) （此iOS版本為最後一個支援此裝置的版本） - IPod touch (第四代) | - iPad (第一代) （此iOS版本為最後一個支援此裝置的版本） - iPad 2 - iPad (第三代) | - Apple TV (第二代) - Apple TV (第三代) |

## 外部連結
- 官方网站 （繁體中文）